# 清水慎三

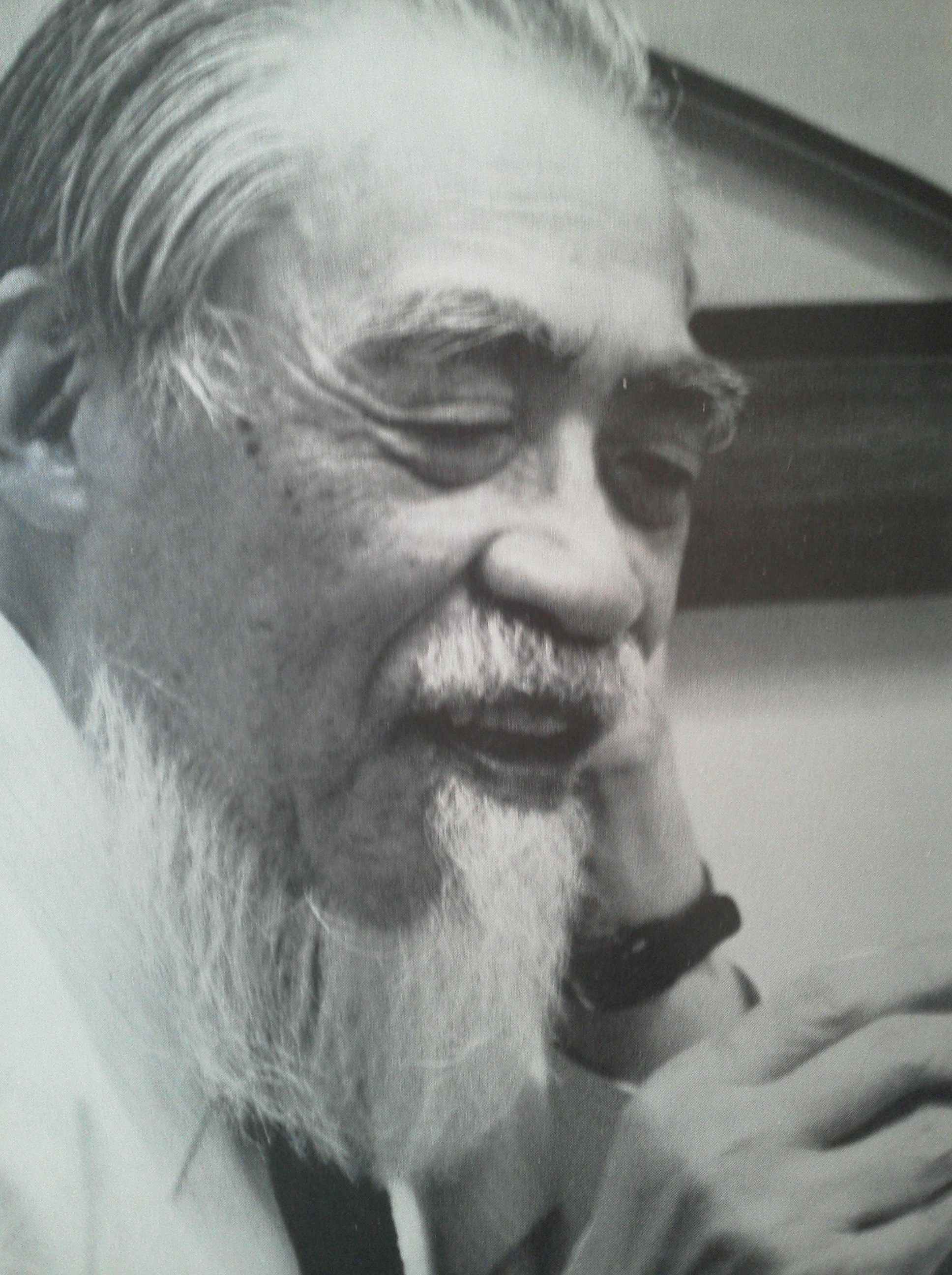
清水慎三（『君子蘭の花蔭に』平原社1997より）

清水 慎三（しみず しんぞう、1913年10月1日 - 1996年10月18日）は、日本の労働運動家、評論家。
岡山県岡山市出身。日本製鐵社員、内閣企画院嘱託、総理府事務官経済安定本部勤務、日本労働総同盟調査部長、鉄鋼労連初代書記長、日本社会党（左派）中央執行委員、総評長期政策委員会事務局長、信州大学教授、日本福祉大学教授を歴任した。
主な著書に『日本の社会民主主義』（岩波新書、1961年）、『戦後革新勢力』（青木書店、1966年）、『戦後革新の半日陰』（日本経済評論社、1995年）など。『清水慎三著作集』（高木郁朗編、日本経済評論社、1999年）がある。

## 生涯

### 戦前
岡山市の呉服商の家に生まれる。岡山県第一岡山中学校（現・岡山県立岡山朝日高等学校）、旧制第六高等学校、六高時代はボート部に属し、瀬戸内海で青春を謳歌。また自治学生会でR・S（リーディング・ソサイエティ）を担当。1933年東京帝国大学経済学部入学。本位田祥男ゼミで西洋経済史専攻（助手に大塚久雄）。担当はアメリカ経済史、特にロックフェラー財閥を研究する。ゼミの上級に松田智雄がいた。大内兵衛の財政学、河合栄治郎の社会政策、美濃部達吉の憲法などの講義も受講。在学中、当時大阪天王寺にあった大原社会問題研究所で、森戸辰男の薫陶を岡山に帰省するごとに立ち寄り受ける。本人いわく「勉強の手順を教わった。とにかくあんなに親切に指導してくれる人は僕の生涯でほかにいなかった。」その後森戸には戦後も公私ともに世話になり、強く影響される。36年春卒業し、半官半民であった日本製鐵株式会社入社。1938年補充兵として召集、一兵卒として中国戦線を転々とする。山西省で負傷し兵役免除。日本製鐵本社勤務となり、企画部調査課。森戸門下の笠信太郎の紹介で昭和塾に一時期参加する。1941年以後、企画院事件で和田博雄、稲葉秀三、勝間田清一、佐多忠隆らが去ったあとを引き継ぐ形で、内閣企画院に入る。多くの革新官僚を垣間見る。奏任官待遇として日本製鐵より出向し、主に物資動員計画、生産力拡充計画に携わる。生産力、物量が英米と戦争すれば全く相手にならないことを熟知する。企画院時代の資料は生涯手元に保管され、現在は日本労働研究機構労働図書館清水慎三所蔵文書目録に収められている。心情的に「近衛新体制初期の風潮を受け入れながら大政翼賛会は忌避」。42年日本製鐵復帰後、中支総局上海勤務。商工省（軍需省に改編）工務官に転出し、小倉勤務。長崎に原爆投下の際、天候次第では小倉に投下されたことを後で知る。八幡で敗戦を迎える。

### 戦後

#### 官庁エコノミストとして
敗戦後広島県沼隈郡で農村生活をしながら、森戸辰男に政権構想論文（「救国民主連盟に関する若干の考察」『清水慎三著作集』収録、広島大学『森戸辰男文書』所蔵）を提出して上京。社会党政調会長だった森戸の私設秘書を務める。森戸が広島大学学長で赴任後は荻窪の留守宅を夫婦で預かり住む。1946年国民経済研究協会研究員、1947年片山哲内閣で総理府事務官。和田博雄長官の経済安定本部官房企画課で稲葉秀三のもとで石炭鉄鋼を中心とする経済復興計画（傾斜生産方式）班に属し、後に「経済白書」を書いた後藤譽之助と一緒に仕事をする。
片山内閣倒壊後、高野実のすすめで労働運動に入る。日本労働総同盟で産業復興対策部副部長、調査部長兼政治部副部長。経済再建中央会議発足に伴い中央委員として参加。特に外資導入と電力問題に取り組む。有沢広巳の中間安定説に基づき、外資導入は政府間外資を中心に、民間外資は敬遠する姿勢で導入を認め、政府は計画導入を建前とし、労働組合が国民経済レベルでも、産業別レベルでも発言力を行使すべきという考えを松岡駒吉に答申し、中央委員会で説明し承認されて、総同盟の立場となる（「外資導入と労働組合」『清水慎三著作集』収録）。電力問題では芦田内閣の電力事業民主化委員会に、総同盟から出席する。調査部の部下に後の鉄鋼労連副委員長千葉利雄がいた。公職として、厚生省人口問題研究所理事（1950ー66年）、農林省米価審議会委員（1950－52年）、公共企業体等中央調停委員（1951－56年）、日本国有鉄道経営諮問委員（1956ー60年）など務める。

#### 運動家として
1949年日本社会党に入党、高野を助けて総評結成に参画。初期総評の指導体制を固めた労働者同志会の有力メンバーとなり、太田薫、岩井章と終生親しくなる。1950年6月「総評を軸とする産業別整理」案を起草。1951年鉄鋼労連結成に際して、運動方針書を執筆し初代書記長（翌年副委員長）。1953、1954年総評代表のかたちで社会党（左派）中央執行委員。政策審議会参与として、和田博雄の下でアメリカの援助に依存しない自立的な日本の経済再建に携わり、山川均、有沢広巳の助言のもと、「MSAに挑戦して」という題の社会党政策審議会案の経済自立計画の前文を執筆する、これは政策と運動を結びつけるという山川の指示によるものであった。参議院予算委員会で公述人として発言（1953年7月10日）。また左社綱領論争では綱領委員として、全面講和の平和問題談話会の立場に立ち、対米従属から脱却し平和と独立を重視する民族独立社会主義革命を内容とする「清水私案」と戦後史上いわれる反対提案をした。清水自身は独立革命の社会主義的発展という言葉を使っていた。これは上田耕一郎によればアメリカの占領を間接統治による占領軍権力の支配と解釈し、占領軍権力下の日米癒着関係をはじめて指摘したものであった（「日本社会党（左）綱領清水私案ー帝国主義下の行動綱領」『清水慎三著作集』収録）。1953年の第3回参議院議員通常選挙に全国区から左派社会党公認で立候補したが落選した。向坂逸郎の左社綱領の原案に対し綱領起草委員会では少数意見で否決。左派社会党のすべての役職から退き、1953年12月に創立メンバーであった社会主義協会を高野実とともに脱退。
清水の考え方は小山弘健から「新型左翼社民思想」と呼ばれた。1955年、総評・全国一般合同労組が結成されると、以後30年以上の長きにわたって顧問をつとめ、困難な中小未組織労働者の組織化に関わる。また後に構造改革派の中心になる社会党青年部の指導にあたる。1956年『社会タイムス』編集長（社長は青野季吉）。1956年9月総評組織綱領委員会がつくられ、藤田若雄、舟橋尚道、山川菊栄、島津千利世、氏原正治郎（当初は久野収も参加）とともに委員となり、討議をかさねるとともに、三井鉱山の砂川、美唄、日本鋼管の川鉄・鶴鉄、東武鉄道、北陸鉄道などで現地調査をおこない、1958年3月『組織綱領草案』全文を起草する。内容は東大社会科学研究所労働調査グループに評判がよく全員に読まれる。特に大河内一男には「これはよくできた書物だ。日本ではじめての包括的で、まとまった労働組合論だ」と賞賛される一方、組合幹部からは難解との評価もあった。戦後二十数年の実践経験を集約し職場闘争に立脚した組織論を展開。1959年総評長期政策委員会事務局長となり、特にエネルギー問題、雇用問題を扱う。堀江正規、井汲卓一、相原茂、高木郁朗らと関わる。特に高木とは終生深い親交を持つ。石炭合理化問題に取り組み、三池闘争では現場に派遣され、特に坑内夫中心の三川鉱に深く関わる。60年安保闘争後、佐藤昇らとともに構造改革論争の口火をきった。成田知巳が79年亡くなるまで深い関係をもつ。61年「構造改革論に関する社会党への公開質問書」を執筆し、総評長期政策委員会から当時社会党政策審議会会長だった成田に提出。同年向坂逸郎、相原茂とソ連、チェコスロバキア、フランスを訪問。モスクワで科学アカデミー経済研究所に通い、チェコでは組合大会に招待される。62年総評から退き、労働運動家としては事実上引退。以後評論家の立場になる。1960年代通じて日教組教研集会講師をつとめる。《戦後》革新勢力の構造と性格に対する戦後史的考察を深め、”左翼バネ論””社会党・総評ブロック論””社共双軸論”など状況を的確に示す用語で、清水イズムを浸透させ、また現実感覚に基づく提言で大きな影響をもった。
1975年のスト権ストでの総評労働運動の挫折を重く受け止め、1980年代以後、対抗社会論、ゼネラルユニオン論で自立個人加盟労組を提唱し、コミュニティユニオンなど自立した諸個人の自由な連合に基、に龍井葉二とは連合では終生深く友好な関係をもった。特に中小企業への取り組みを積極的に評価した。また80年代数度にわたり日中交流学際訪中団を編成して中国との研究交流と視察に情熱を傾ける。ロバート・オウエンを始祖とする協同社会セクターが各国各地域に創出され成長して、資本主義先進国とは異質の基軸価値観に立つ国家形成・社会形成をめざし、対抗文化、対抗社会の民衆的基盤の形成が第一義的に必要であり、さらにパブリックセクターとの提携を促して政治的多数派を形成することが次の時代構築の理念と目標を活性化すると考えた。そして日本の政治風土のなかに広く根をはり、わけても二大政治勢力の一翼にまでなるには、西欧社民の理念を継承するにしても、直訳的な移植ではなく、日本の基層社会、基層生活文化の岩盤にくいこみ、接合させて、社民自体の社会的内在化をはかることが、日本社民の創造にたどりつくと考えた。

#### 学者として
1967年信州大学人文学部（のち経済学部）講師を経て教授。折からの大学紛争に直面。1960年代後半の反体制運動の拡がりを「世紀単位の大転換期」と重く受け止めた。ゼミに猪瀬直樹信大全共闘議長がいた。1967年社会政策学会で「運動史のなかの総評」、1970年日本政治学会で「戦後デモクラシーと労働運動」を研究報告。1971年東京大学経済学部大学院非常勤講師を併任。東大大学院の戦後労働運動史のゼミで高野実の聞き取りを行う。1978年から研究会を高木郁朗、兵藤釗、熊沢誠、河西宏祐、中島正道、内山節らと研究会をつづけ、1982年『戦後労働組合運動史論』として刊行。1979年信州大学を定年退官し、名古屋の日本福祉大学経済学部教授になる。1984年退官。最終講義は「日本型労資関係を考える」。1996年社会政策学会名誉会員。
評論家としても、1950年代から『世界』『展望』『中央公論』『朝日ジャーナル』『エコノミスト』『月刊労働問題』などの雑誌、新聞、またNHK政治討論会などのテレビといった多方面の言論界で活躍した。『エコノミスト』で1960年代1970年代匿名コラムを担当。
戦前戦後の長い実践活動、理論活動を通して得た各種資料は大切に保管した上で、丹念にコメントを付す作業をつづけていた。残された膨大な文書・資料は整理され文書目録が作成されて、高梨昌信州大学名誉教授が会長を務めていた日本労働研究機構労働図書館（所蔵文書目録あり）に収められて、現在公開されている。

## 主な著書（共編著含む）
- 『外資導入と労働組合』（総同盟出版部、1948年）
- 『賃金・最低賃金』（松尾均、永野順造と共著、労働経済社、1953年）
- 『社会主義路線』（社会主義協会、1953年）
- 『組織綱領草案』（総評教育宣伝部、1958年）
- 『日本の社会民主主義』（岩波新書、1961年）
- 『組合民主主義』（労働経済社、1964年）
- 『日本社会党史』（小山弘健と共編、芳賀書店、1965年）
- 『戦後革新勢力』（青木書店、1966年）
- 『統一戦線論』（青木書店、1968年）
- 『戦後労働組合運動史論』（日本評論社、1982年）
- 『社会的左翼の可能性』（花崎皐平と共著、新地平社、1985年）
- 『ゼネラルユニオン論』（労働情報編集委員会、1987年）
- 『戦後革新の半日陰』（日本経済評論社、1995年）
- 『清水慎三著作集』（高木郁朗編）（日本経済評論社、1999年）